# Wim Abeleven
Willem Albert (Wim) Abeleven (Kampen (Overijssel), 2 mei 1903 – Ålesund 18 augustus 1967) was een Nederlandse tekenaar, illustrator, auteur, toneelregisseur en boekbandontwerper. Hij was getrouwd met Willemine Abeleven-Labberton, ook wel Wil of Bob genoemd.
Het echtpaar werkte voornamelijk in Veere en hij was lid en een van de oprichters en bestuurslid van de Vrienden van Veere.
Hij en zijn vrouw Wil waren de schrijvers van het hoorspel Als zovelen, uitgezonden 3 mei 1965, handelende over de oorlogsgeschiedenis van Walcheren gedurende de periode 1940-1945.
Hij schreef en illustreerde het boek De avonturen van Flip de Aardman met het schip Mandarijntje in 1948, gevolgd door Flip en de verdwenen Prinsen in 1950. Zijn vrouw schreef het boek: (met tekeningen van Wim Abeleven) Zeeland vocht door. In 1940 maakte Abeleven het omslag voor het boek Sneeuw en Lagunen voor uitgever L.J.C. Boucher. Het echtpaar vervaardigde ook leerwerk.
In 1959 verplaatsten Wil en Wim Abeleven-Labberton hun kunst- en antiekzaak Suster Anna van de Simon Oomstraat in Veere naar de Markt en het huis dankt daaraan nu zijn huidige naam. Ook het uithangbord kwam mee en hangt nog steeds aan de gevel.